# Chronisch bekkenpijnsyndroom
Chronisch bekkenpijnsyndroom (Engels: Chronic Pelvic Pain Syndrome, CPPS) is een vorm van  niet-kwaadaardige chronische pijn die door mannen en vrouwen ervaren wordt in lichaamsdelen die verbonden zijn met het bekken. Verschillende syndromen vallen onder het chronisch bekkenpijnsyndroom, zoals het prostaatpijnsyndroom, scrotale pijnsyndroom, urethrapijnsyndroom, blaaspijnsyndroom, vaginaal pijnsyndroom, vulvapijnsyndroom, seksueel pijn syndroom en myofasciaal pijnsyndroom.
In het verleden werd er bij CPPS veel aandacht besteed aan mogelijke ontstekingen of infecties. Inmiddels is aangetoond dat veel mechanismen voor CPPS zijn gebaseerd op het centrale zenuwstelsel. Een ontsteking of infectie kan wel het begin vormen van CPPS, maar de aandoening kan zichzelf voortzetten als gevolg van modulatie van het centrale zenuwstelsel, waarbij er geen sprake meer is van een duidelijk aanwijsbare fysiologische reden.  
Naast pijn, kunnen ook sensorische, functionele, gedragsmatige en fysiologische verschijnselen optreden. 

## Prevalentie
In een recente studie werd bij 14,8% van de vrouwen van 25 jaar en ouder CPPS geconstateerd.

## Symptomen
Bij chronische bekkenpijn kan er sprake zijn van de volgende symptomen:  
- Pijn in de regio van het bekken, de buik, rug en/of van de bekkenorganen
- Problemen met plassen, zoals moeite met ophouden, moeite met het op gang brengen van het plassen, vaak kleine beetjes plassen, ongewild urineverlies, pijn tijdens het plassen, het gevoel hebben de blaas niet goed leeg te kunnen plassen, lang nadruppelen, een onderbroken straal of een gevoel van een blaasontsteking (terwijl dat niet is aangetoond).
- Problemen met de stoelgang, zoals moeite met het ophouden of legen van de darm, een toegenomen aandranggevoel, obstipatie, pijn tijdens het ontlasten, aambeien, fissuren of anuskramp.
- Problemen op seksuologisch gebied, zoals moeite met het komen tot een orgasme, veranderd gevoel van het orgasme, pijn bij het vrijen, vroegtijdige zaadlozing (bij de man).
- Psychische klachten, zoals depressie, lusteloosheid, pijn die verergerd door stress of angst.

## Onderzoek en diagnose
Bekkenpijnsyndromen zijn symptomatische diagnoses, die gesteld worden op basis van een geschiedenis van pijn in de regio van het bekken voor ten minste 3 van de afgelopen 6 maanden. Hierbij is uitgesloten dat er sprake is van andere pathologie, zoals een bacteriële infectie, kanker,  medicijngerelateerde klachten, neurologische ziekten of primair anatomische of functionele ziekten van de organen in het bekken. 

## Betrokken zorgverleners
Gezien de verscheidenheid en complexiteit van het syndroom, wordt CPPS vaak multidisciplinair behandeld. Hierbij kunnen verschillende medische specialisaties betrokken zijn, zoals urologie, gynaecologie, anesthesiologie, psychologie en bekkenfysiotherapie. 

## Behandeling
Er is geen gestandaardiseerde behandeling voor CPPS. Voor elke patiënt wordt een (multidisciplinair) behandelplan op maat gemaakt door de betrokken zorgverleners, afgestemd op de specifieke situatie en achtergrond van de patiënt. Bij de behandeling wordt ook aandacht geschonken aan de gevolgen van pijn en het ermee omgaan. Voorbeelden van aanknopingspunten voor behandeling kunnen zijn:  
- Bekkenfysiotherapie kan onder andere een bijdrage leveren aan het verbeteren van de bekkenbodemfunctie, het deactiveren van myofasciale triggerpoints, het aanleren van goed toiletgedrag en –houding.
- Psychologie kan helpen met het verbeteren van de omgang met de (pijn)klachten en het verwerken van beïnvloedende trauma’s uit het verleden.
- Anesthesiologie kan bijdragen aan het dempen van de pijn middels bijvoorbeeld medicatie.
- Urologie en gynaecologie kunnen bij problemen met de organen in het kleine bekken helpen, door bijvoorbeeld medicatie voor te schrijven of in uiterste gevallen chirurgische interventies uit te voeren.